# Cal Julià (Cervera)
Cal Julià és una casa de Cervera (Segarra) inclosa a l'Inventari del Patrimoni Arquitectònic de Catalunya.

## Descripció
Casa de pedra arrebossada i pintada, en mal estat. Fa cantonada amb el carrer de Santa Anna. Consta de quatre plantes, la planta baixa amb columnes cilíndriques de pedra. Les portes són quadrangulars i en té una que dona entrada al carrer Estudi Vell. La planta noble presenta un balcó per banda que sembla haver estat reformat. A la segona planta hi ha dos balcons petits de portes rectangulars i un balcó a l'esquerra, diferent. La tercera planta té dues finestres quadrades i el balcó de l'esquerra tapiat. Tot sembla indicar que el costat esquerre de la casa ha estat adossat a la primera construcció.